# Marthella trinitatis
Marthella trinitatis är en enhjärtbladig växtart som först beskrevs av Friedrich Federico Richard Adelbert Adelbart Johow, och fick sitt nu gällande namn av Ignatz Urban. Marthella trinitatis ingår i släktet Marthella och familjen Burmanniaceae. Inga underarter finns listade i Catalogue of Life.